# The Neptunes
The Neptunes — американская продюсерская команда. Специализируется на хип-хопе и фанке, а также гибридах между ними. Владельцы лейбла Star Trak и
обладатели трех премий «Грэмми» (в том числе как лучшие продюсеры года).
The Neptunes представляют собой дуэт Чада Хьюго (Chad Hugo) и Фаррела Уильямса (Pharrell Williams). В момент своего создания в 1990 году это был хип-хоп-квартет, затем сузившийся до рамок трио, которое существует и в настоящее время под названием N.E.R.D. Двое из участников N.E.R.D. — Хьюго и Фаррел — сохранили название The Neptunes для обозначения своего продюсерского дуэта.
Излюбленное направление аранжировки The Neptunes — беспримесный и бескомпромиссный электронный фанк, замешанный на наследии Принса. Они привнесли в популярную музыку восточные напевы, экзотические приемы перкуссии и футуристические звуковые эффекты, создающие иллюзию простора. Хотя именно они ответственны за практически все записи певицы Келис и хип-хоп-дуэта Clipse, предпочитают работать с исполнителями разных направлений и жанров.

## Наиболее значительные работы
- 2001 — «I’m a Slave 4 U» и «Boys» (Бритни Спирс)
- 2001 — «Girlfriend» (’N Sync)
- 2001 — «Nookie» и «N 2gether Now» (Limp Bizkit)
- 2001 — «You Don’t Have to Call» (Ашер Реймонд)
- 2002 — «Hot in Herre» (Nelly)
- 2002 — «Rock Your Body» и «Senorita» (Джастин Тимберлейк)
- 2002 — «Work It Out» (Бейонсе)
- 2002 — «Excuse Me Miss» (Jay-Z)
- 2002 — «Beautiful» (Snoop Dogg)
- 2002 — «Frontin'» (Фаррелл Уильямс) при участии (Jay-Z)
- 2003 — «Milkshake» (Келис)
- 2004 — «Drop It Like It’s Hot» (Snoop Dogg)
- 2004 — «Let’s Get Blown» (Snoop Dogg)
- 2004 — «Hollaback Girl» (Гвен Стефани)
- 2005 — «Say Somethin’» (Мэрайя Кэри)
- 2006 — «Moneymaker» (Ludacris)
- 2006 — «Yummy» (Гвен Стефани)
- 2006 — «Wind It Up» (Гвен Стефани)
- 2006 — «Vato» (Snoop Dogg) при участии (B-Real)
- 2008 — «Give It 2 Me» (Мадонна)